# Витњица
Витњица (пољ. Witnica) је град у Пољској у Војводству Лубушком у Повјату gorzowski. Према попису становништва из 2011. у граду је живело 6.966 становника.
.

## Становништво
Према прелиминарним подацима са пописа, у граду је 2011. живело 6.966 становника.
| 2002. | 2011. | 2012. |
| ----- | ----- | ----- |
| 6.832 | 6.966 | 7.000 |